# Stuntman
En stuntman eller stuntmand er en stedfortræder for en skuespiller i farlige sekvenser under film- og tv-optagelser. En stuntman er særlig trænet til at udføre stunts, såsom at hoppe ud af en bygning, fra et køretøj i fart til et andet eller udføre mere sofistikerede stunts i scener med slagsmål.
Stuntmen bruges desuden i situationer, hvor skuespillerens alder udelukker krævende fysisk aktivitet, eller hvis skuespillerens kontrakt forbyder ham eller hende at udføre stunts.
En stunt double er en stuntman, der skal forestille en bestemt skuespiller.
Visse skuespillere, såsom Buster Keaton og Jackie Chan, samt i ringere grad Tom Cruise, Charlize Theron og Viggo Mortensen, er dog ligefrem kendt[kilde mangler] for at udføre deres egne stunts.
Nogle stuntmen har opbygget en karriere som såkaldt "stunt performer", hvor de optræder med stunts frem for at være stedfortræder for skuespillere i film. Det mest kendte eksempel er nok Harry Houdini. Fra nyere tid kan nævnes 1970'ernes amerikanske motorcykelstuntman Evel Knievel. Jackie Chan optrådte med stunts tidligt i sin karriere.
Særligt trænede dyr, for eksempel hunde, kan også fungere som stunt-stedfortrædere ved filmoptagelser.